# 1991 NS1
1991 NS1 är en asteroid i huvudbältet som upptäcktes den 13 juli 1991 av den amerikanske astronomen Henry E. Holt vid Palomarobservatoriet.
Asteroiden har en diameter på ungefär 4 kilometer.